# 물가뒤쥐
물가뒤쥐(Sorex palustris)는 땃쥐과에 속하는 포유류의 일종이다. 북아메리카의 수생 서식지에서 발견되는 대형 땃쥐류이다. 일부 저자는 알래스카뒤쥐 (S. alaskanus)를 이 종에 포함시킨다.

## 아종
물가뒤쥐는 9개 아종을 포함하고 있다.
| - S. p. albibarbis - S. p. brooksi - S. p. gloveralleni | - S. p. hydrobadistes - S. p. labradorensis - S. p. navigator | - S. p. palustris - S. p. punctulatus - S. p. turneri |